# Patsch (przystanek kolejowy)
Patsch (niem: Bahnhof Patsch) – przystanek kolejowy w Patsch, w kraju związkowym Tyrol, w Austrii. Znajduje się na trasie Kolei Brennerskiej, na południe od Innsbrucka.
Jest to dawna stacja kolejowa, posiadająca do 2012 budynek dworcowy, który został rozebrany.

## Położenie
Przystanek kolejowy Patsch znajduje się około 9 km na południe od Innsbrucka. Położony jest 794 m nad poziomem morza, naprzeciwko Schönberg im Stubaital, w pobliżu słynnego Europabrücke.

## Linie kolejowe
- Kolej Brennerska